# Kapitał zakładowy
Kapitał zakładowy lub założycielski (kapitał spółki) – minimalny wkład właścicieli wniesiony przy zakładaniu/założeniu spółki. Wysokość kapitału zakładowego może być zmieniana w trakcie rozwoju spółki. Jego wartość musi być zgodna z danymi rejestru przedsiębiorców Krajowego Rejestru Sądowego, umową spółki lub statutem jednostki gospodarczej. Kapitał zakładowy jest elementem kapitału własnego, zgodnie z ustawą o rachunkowości ujmowanym w pasywach bilansu, a także w zestawieniu zmian w kapitale własnym.
Prawo większości krajów europejskich określa minimalny kapitał zakładowy, jaki jest potrzebny do zawiązania spółki. Do wyjątków w tej kwestii zalicza się m.in. Wielka Brytania. W Polsce według Kodeksu spółek handlowych wynosi on od 8 stycznia 2009:
- 5000 zł w przypadku spółki z ograniczoną odpowiedzialnością,
- 50 000 zł w przypadku spółki komandytowo-akcyjnej,
- 100 000 zł w przypadku spółki akcyjnej[2].

W pozostałych formach prowadzenia działalności gospodarczej w Polsce występowanie minimalnego kapitału zakładowego przewidziano także w:
- spółdzielni europejskiej – 30 000 euro,
- spółce europejskiej – 120 000 euro.

Natomiast w przypadku prostej spółki akcyjnej ustawa posługuje się pojęciem kapitału akcyjnego, który wynosi przynajmniej 1 zł.
Źródła tworzenia kapitału zakładowego spółki akcyjnej:
- równowartość wyemitowanych akcji w cenie nominalnej opłaconych gotówką i/lub aportami rzeczowymi,
- przekształcenie kapitału udziałowego w kapitał akcyjny,
- część zysku netto do podziału na pokrycie umorzenia akcji.

Źródła tworzenia kapitału zakładowego spółki z ograniczoną odpowiedzialnością:
- równowartość udziałów pieniężnych i aportów rzeczowych wniesionych przez poszczególnych wspólników,
- podwyższenie kapitału w drodze objęcia nowych udziałów,
- przekształcenia kapitału akcyjnego w kapitał udziałowy,
- zysk przeznaczony na umorzenie udziałów,
- dopłaty do kapitału udziałowego.

Źródła tworzenia kapitału zakładowego spółki komandytowo-akcyjnej: Kodeks spółek handlowych stanowi, iż w zakresie kapitału zakładowego stosować należy „odpowiednio” przepisy dotyczące kapitału zakładowego spółki akcyjnej. Kodeks stanowi poza tym, że komplementariusz, wnosząc do spółki wkład, może go wnieść – według uznania – na kapitał zakładowy bądź na inne fundusze. Fakt, iż wniesie wkład na kapitał zakładowy, nie powoduje wyłączenia jego nieograniczonej odpowiedzialności za zobowiązania spółki.
Ponadto kapitał zakładowy nie stanowi o kapitale własnym spółki. Akcje mogą być obejmowane po cenie wyższej niż ich wartość nominalna, także podczas zakładania spółki. W wyniku strat spółki kapitał własny spółki może być niższy niż zakładowy.